# Nadal (nom)
Nadal és un prenom d'home català.

## Variants
- Femení: Natàlia, Nadala

## Etimologia
Lligat al naixement, Nadal deriva del llatí natalis, adjectiu que significa "relatiu al naixement", derivat del verb nasci, nàixer. Els romans denominaven el dia del naixement dies natalis. Amb l'adveniment del cristianisme i amb la decisió de fixar el 25 de desembre la celebració del naixement de Jesucrist, va esdevenir un nom que es posava als infants nats el dia de Nadal. En català, ha donat nom al cognom Nadal.

## Onomàstica
Hi ha alguns sants que portaren aquest prenom, malgrat que la festa onomàstica més antiga i tradicional d'aquest prenom és la del naixença de Jesús:
- 21 de febrer: Beat Nadal Pinot, màrtir
- 16 de març: Sant Nadal Chabanel, jesuïta, martiritzat l'any 1649 al Canadà
- 13 de maig: Sant Nadal de Milà, arquebisbe de Milà
- 21 d'agost: Sant Nadal, rector de Casale Monferrato
- 31 d'octubre: Sant Nadal, rector de Roma
- 25 de desembre: naixement de Jesús

## En altres llengües
Hi ha diverses versions en altres llengües:
- Italià: Natale
- Francès: Noël
- Anglès: Noel
- Espanyol: Natalio

## Personatges
- Nadal Batle i Nicolau, matemàtic mallorquí, va ser rector de la Universitat de les Illes Balears
- Nadal Gàver, frare mercedari català del segle xv.
- Natale Cerbone, periodista italià
- Natale D'Amico, polític italià
- Natale Masuccio, arquitecte jesuïta italià
- Natale Rauty, estudiós d'història medieval italià
- Noel Coward, escenògraf, actor, compositor, productor i director de cinema britànic.
- Noel Gallagher, músic de rock britànic, guitarrista del grup Oasis
- Noël Gallon, compositor francès
- François-Noël Babeuf, conegut amb el nom de Gracchus Babeuf, revolucionari francès
- Natalio Lorenzo Poquet, futbolista